# 단주 (구슬)
단주(檀珠)는 박달나무로 깎아 만든 구슬이다. 불교의 염주나 가톨릭의 묵주와 같은 것이다. 그러나 꼭 박달나무로 만들어야 된다는 것은 아니다. 단주의 단(檀)은 광명 또한 거룩하다는 등의 뜻이 있으므로 단주는 거룩한 단주, 광명한 단주, 영검한 단주가 된다고 보고 있다. 단주에는 여러 종류가 있는데 366개로 만든 것은 대단주, 216개로 만든 것은 중단주, 72개로 만든 것은 소단주이다. 또 36개짜리와 12개짜리가 있다. 이것은 손에 드는 단주이다. 이 숫자들은 <회삼경> <삼회(三會)>편에 나오는 ○·□·△의 체용수와 태원수(太元數)에 맞추어진 것이다.